# 東志方村
東志方村（ひがししかたむら）は、兵庫県印南郡にあった村。現在の加古川市志方町の北東部にあたる。

## 地理
- 山岳：城山
- 河川：法華山谷川、西川

## 歴史
沿革
- 江戸時代は一橋徳川家の領地となった。細工所村に細工所陣屋が置かれ、宮永氏が代官職を世襲した。一橋徳川家が設置した細工所陣屋の代官職であった宮永氏が、明治期・大正期に町会議員を務めた。また、殖産興業としてたばこの栽培などを奨励した。

- 1889年（明治22年）4月1日 - 町村制の施行により、細工所村・高畑村・広尾村・岡村・野尻新田村・大沢村・行常村・畑村・雑郷新村・東飯坂村・東中村・大宗村の区域をもって発足。
- 1954年（昭和29年）7月1日 - 志方村・西志方村と合併して志方町が発足。同日東志方村廃止。

## 人口
1901年末の戸数、人口は細工所村75戸、415人。大沢村92戸、584人。行常村35戸、242人。畑村79戸、467人。雑郷新村4戸、65人。東飯坂村43戸、282人。東中村33戸、211人。大宗村34戸、193人。高畑村73戸、427人。広尾村129戸、875人。岡村32戸、227人。野尻新田村33戸、213人。

## 行政・政治

### 村長
村長は以下の通り。
- 玉田範威 1889年4月 - 1898年9月[3]
- 藤井市之助 1898年10月 - 1910年10月[3]
- 沼田一良 1910年10月[3] -

### 郡会議員
郡会議員は以下の通り。
- 岸本惣右衛門 - 選挙年月日は1896年7月20日、住所は大宗村[2]。
- 石坂惣七 - 選挙年月日は1897年5月5日、住所は東飯坂村[2]。
- 上野義一 - 選挙年月日は1899年9月30日、1903年同月同日、住所は岡村[2]。
- 宮永浅右衛門 - 選挙年月日は1907年9月30日、住所は細工所村[2]。一橋徳川家の代官職を世襲した宮永家は、加西郡選出の兵庫県議会議員、印南郡選出の郡会議員などを輩出している。

## 経済

### 産業
1953年に刊行された『市町村別国土総攬 中巻』によれば、米8500石、麦類1866石、甘藷4万千貫、大根2万2千貫、薪材10万石である。
商工業
『兵庫県商工人名録 大正3年』によれば、タオル製造業の稗田、酢醸造の稲岡、酒造業の稲岡、白木綿・靴下製造業の宮永、綿商の前田、米穀・肥料・荒物商の小林などがいた。
農業
『大日本篤農家名鑑』によれば、東志方村の篤農家は、藤井、藤本などがいた。
工場
- 玉田莫大小工場 - 細工所[6]。生産品目は綿沓下[6]。開業年月は1927年11月[6]。
- 藤野莫大小工場 - 行常[6]。生産品目は委託品綿沓下[6]。開業年月は1925年4月[6]。代表者は藤野新次[6]。
- 藤本メリヤス小工場 - 細工所[6]。生産品目は綿沓下[6]。開業年月は1915年11月[6]。代表者は藤本武良[6]。
- 藤本メリヤス小工場 - 細工所[6]。生産品目は綿手袋沓下[6]。開業年月は1922年4月[6]。代表者は藤本和蔵[6]。

### 地主
沼田静治や、玉田龍蔵は兵庫県の大地主である。

## 交通

### 道路
現在は旧村域に山陽自動車道の加古川北インターチェンジが所在するが、当時は未開通。

## 出身人物
- 玉田黙翁（儒者）
- 沼田静治（大地主[7]、広尾金融社長、志方銀行頭取[8]）